# Hygienehypothese
In der Medizin besagt die Hygienehypothese, dass die frühkindliche Exposition gegenüber bestimmten Mikroorganismen (wie der Darmflora und Helminthenparasiten) vor allergischen Erkrankungen schützt, indem sie zur Entwicklung des Immunsystems beitragen. Insbesondere wird angenommen, dass eine mangelnde Exposition zu Defekten bei der Etablierung der Immuntoleranz führt. Der Zeitraum für die Exposition beginnt im Uterus und endet im Schulalter.
Während sich frühe Versionen der Hypothese auf die Exposition gegenüber Mikroben im Allgemeinen bezogen, gelten aktualisierte Versionen für eine bestimmte Gruppe mikrobieller Arten, die sich gemeinsam mit dem Menschen entwickelt haben. Die Aktualisierungen wurden mit verschiedenen Namen versehen, darunter die Hypothese des Mikrobiommangels, die Mikroflora-Hypothese und die Hypothese der „alten Freunde“. Eine beträchtliche Menge an Beweisen stützen die Idee, dass die mangelnde Exposition gegenüber diesen Mikroben mit Allergien oder anderen Erkrankungen zusammenhängt. Wissenschaftliche Meinungsverschiedenheiten bleiben bestehen.
Der Begriff Hygienehypothese wurde als falsche Bezeichnung beschrieben, weil die Leute ihn fälschlicherweise so interpretieren, dass er sich auf persönliche Sauberkeit bezieht. Es wird erwartet, dass die Reduzierung der persönlichen Hygiene, wie z. B. das Nichtwaschen der Hände vor dem Essen, einfach das Infektionsrisiko erhöht, ohne Auswirkungen auf Allergien oder Immunstörungen zu haben. Hygiene ist unerlässlich, um gefährdete Bevölkerungsgruppen wie ältere Menschen vor Infektionen zu schützen, die Ausbreitung von Antibiotikaresistenzen zu verhindern und neu auftretende Infektionskrankheiten wie Ebola oder COVID-19 zu bekämpfen. Die Hygienehypothese deutet nicht darauf hin, dass mehr Infektionen während der Kindheit ein Gesamtnutzen wären.

## Überblick
Die Idee eines Zusammenhangs zwischen Parasiteninfektionen und Immunstörungen wurde erstmals 1968 vorgeschlagen. Die ursprüngliche Formulierung der Hygienehypothese stammt aus dem Jahr 1989, als David Strachan vorschlug, dass eine geringere Infektionsinzidenz in der frühen Kindheit eine Erklärung für den Anstieg allergischer Erkrankungen wie Asthma und Heuschnupfen im 20. Jahrhundert sein könnte.
Die Hygienehypothese wurde auch über Allergien hinaus erweitert und wird auch im Zusammenhang mit einer breiteren Palette von Erkrankungen untersucht, die vom Immunsystem betroffen sind, insbesondere entzündliche Erkrankungen. Dazu gehören Typ-1-Diabetes, Multiple Sklerose sowie einige Arten von Depressionen und Krebs. Zum Beispiel korreliert die globale Verteilung der Multiplen Sklerose negativ mit der des Helminthen Trichuris trichiura und ihre Inzidenz korreliert negativ mit der Helicobacter pylori Infektion. Strachans ursprüngliche Hypothese konnte nicht erklären, wie verschiedene allergische Erkrankungen zu verschiedenen Zeiten anstiegen oder zunahmen, z. B. warum Atemwegsallergien viel früher zunahmen als Nahrungsmittelallergien, die erst gegen Ende des 20. Jahrhunderts häufiger wurden.
Im Jahr 2003 schlug Graham Rook die „Hypothese alter Freunde“ vor, die als rationalere Erklärung für den Zusammenhang zwischen mikrobieller Exposition und entzündlichen Störungen beschrieben wurde. Die Hypothese besagt, dass es sich bei den lebenswichtigen mikrobiellen Expositionen nicht um Erkältungen, Influenza, Masern und andere häufige Infektionen im Kindesalter handelt, die sich in den letzten 10.000 Jahren relativ kurzer Zeit entwickelt haben, sondern um die Mikroben, die bereits während der Evolution von Säugetieren und Menschen vorhanden waren. Er schlug vor, dass die Koevolution mit diesen Arten dazu geführt hat, dass sie eine Rolle bei der Entwicklung des Immunsystems gewonnen haben.
Strachans ursprüngliche Formulierung der Hygienehypothese konzentrierte sich auch auf die Idee, dass kleinere Familien eine unzureichende mikrobielle Exposition boten, teilweise wegen einer geringeren Ausbreitung von Infektionen von Mensch zu Mensch, aber auch wegen „verbesserter Haushaltsausstattung und höherer Standards der persönlichen Sauberkeit“. Es scheint wahrscheinlich, dass dies der Grund war, warum er es als Hygienehypothese bezeichnete. Obwohl die Hygienerevolution des neunzehnten und zwanzigsten Jahrhunderts ein wichtiger Faktor gewesen sein mag, scheint es jetzt wahrscheinlicher, dass, obwohl Maßnahmen der öffentlichen Gesundheit wie sanitäre Einrichtungen, Trinkwasser und Müllabfuhr entscheidend dazu beigetragen haben, unsere Exposition gegenüber Cholera, Typhus usw. zu verringern, sie die Menschen auch ihrer Exposition gegenüber den „alten Freunden“ beraubt haben, die die gleichen ökologischen Lebensräume besetzen.
Der Anstieg von Autoimmunerkrankungen und akuter lymphoblastischer Leukämie bei jungen Menschen in den Industrieländern war mit der Hygienehypothese verbunden. Autismus kann mit Veränderungen des Darmmikrobioms und frühen Infektionen verbunden sein. Das Risiko chronisch entzündlicher Erkrankungen hängt auch von Faktoren wie Ernährung, Umweltverschmutzung, körperlicher Aktivität, Fettleibigkeit, sozioökonomischen Faktoren und Stress ab. Genetische Veranlagung ist ebenfalls ein Faktor.

## Geschichte
Da Allergien und andere chronisch entzündliche Erkrankungen weitgehend Krankheiten der letzten 100 Jahre sind, wurde die Hygienerevolution der letzten 200 Jahre als mögliche Ursache unter die Lupe genommen. In den 1800er Jahren kam es in Europa und Nordamerika zu radikalen Verbesserungen der Abwasserentsorgung und der Wasserqualität. Die Einführung von Toiletten und Abwassersystemen und die Reinigung der Straßen der Stadt sowie sauberere Lebensmittel waren Teil dieses Programms. Dies wiederum führte zu einem raschen Rückgang der Infektionskrankheiten, insbesondere im Zeitraum 1900–1950, durch eine geringere Exposition gegenüber Infektionserregern.
Obwohl die Idee, dass die Exposition gegenüber bestimmten Infektionen das Allergierisiko verringern könnte, nicht neu ist, war Strachan einer der ersten, der dies in einem 1989 im British Medical Journal veröffentlichten Artikel offiziell vorschlug. Dieser Artikel schlug vor, die Beobachtung zu erklären, dass Heuschnupfen und Ekzem, beide allergische Erkrankungen, bei Kindern aus größeren Familien, die vermutlich durch ihre Geschwister mehr Infektionserregern ausgesetzt waren, seltener waren als bei Kindern aus Familien mit nur einem Kind. Das erhöhte Auftreten von Allergien war zuvor als Folge der zunehmenden Verschmutzung angesehen worden. Die Hypothese wurde von Immunologen und Epidemiologen umfassend untersucht und ist zu einem wichtigen theoretischen Rahmen für die Untersuchung chronisch entzündlicher Erkrankungen geworden.
Die 2003 vorgeschlagene "Hypothese alter Freunde"[20] könnte eine bessere Erklärung für den Zusammenhang zwischen mikrobieller Exposition und entzündlichen Erkrankungen bieten. Diese Hypothese argumentiert, dass die lebenswichtigen Expositionen keine Erkältungen und andere kürzlich entwickelte Infektionen sind, die nicht älter als 10.000 Jahre sind, sondern Mikroben, die bereits in Jäger-Sammler-Zeiten vorhanden sind, als sich das menschliche Immunsystem entwickelte. Herkömmliche Infektionen im Kindesalter sind meist Zäheninfektionen, die töten oder immunisieren und daher in isolierten Jäger-Sammler-Gruppen nicht bestehen können. Masseninfektionen begannen nach der neolithischen landwirtschaftlichen Revolution aufzutauchen, als die menschliche Bevölkerung an Größe und Nähe zunahm. Die Mikroben, die sich mit dem Immunsystem von Säugetieren entwickelt haben, sind deutlich älter. Nach dieser Hypothese wurden die Menschen so abhängig von ihnen, dass sich ihr Immunsystem ohne sie weder entwickeln noch richtig funktionieren konnte.
Rook schlug vor, dass diese Mikroben höchstwahrscheinlich Folgendes umfassen:
- Umgebungsarten, die in der gleichen Umgebung wie Menschen existieren,

- Arten, die die menschliche Haut, den Darm und die Atemwege bewohnen, und die der Tiere, mit denen wir leben und

- Organismen wie Viren und Helminthen (Würmer), die chronische Infektionen oder Trägerzustände herstellen, die der Mensch vertragen kann und daher eine spezifische immunregulatorische Beziehung zum Immunsystem mitentwickelt.

Die modifizierte Hypothese erweiterte sich später auf die Exposition gegenüber symbiotischen Bakterien und Parasiten.
„Evolution verwandelt das Unvermeidliche in eine Notwendigkeit“. Dies bedeutet, dass der Großteil der Säugetierentwicklung in Schlamm und verrottender Vegetation stattfand und mehr als 90 Prozent der menschlichen Evolution in isolierten Jäger-Sammler-Gemeinschaften und Bauerngemeinschaften stattfanden. Daher hat sich das menschliche Immunsystem weiterentwickelt, um bestimmte Arten von mikrobiellen Input zu antizipieren, was die unvermeidliche Exposition zu einer Notwendigkeit macht. Es ist nicht erwiesen, dass die Organismen, die an der Hygienehypothese beteiligt sind, die Prävalenz der Krankheit verursachen, es liegen jedoch ausreichende Daten zu Laktobazillen, Mykobakterien der saprophytischen Umgebung und Helminthen und deren Assoziation vor. Diese Bakterien und Parasiten wurden während der Evolution häufig in Vegetation, Schlamm und Wasser gefunden.
Es wurden mehrere mögliche Mechanismen vorgeschlagen, wie die Mikroorganismen der „Alten Freunde“ Autoimmunerkrankungen und Asthma verhindern. Dazu gehören:
1. Gegenseitige Hemmung zwischen Immunantworten gegen verschiedene Antigene der Old Friends-Mikroben, die stärkere Immunreaktionen hervorrufen als die schwächeren Autoantigene bzw. Allergene der Autoimmunerkrankung bzw. Allergie.
2. Wettbewerb um Zytokine, MHC-Rezeptoren und Wachstumsfaktoren, die vom Immunsystem benötigt werden, um eine Immunantwort aufzubauen.
3. Immunregulatorische Wechselwirkungen mit Host-TLRs.[23]

Die Hypothese der „mikrobiellen Vielfalt“, die von Paolo Matricardi vorgeschlagen und von Hertzen entwickelt wurde besagt, dass die Vielfalt der Mikroben im Darm und an anderen Stellen eher ein Schlüsselfaktor für die Grundierung des Immunsystems als eine stabile Kolonisierung mit einer bestimmten Art ist. Die Exposition gegenüber verschiedenen Organismen in der frühen Entwicklung baut eine „Datenbank“ auf, die es dem Immunsystem ermöglicht, schädliche Erreger zu identifizieren und zu normalisieren, sobald die Gefahr beseitigt ist.
Bei allergischen Erkrankungen sind die wichtigsten Zeiten für die Exposition früh in der Entwicklung, später während der Schwangerschaft und die ersten Tage oder Monate der Kindheit. Die Exposition muss über einen längeren Zeitraum aufrechterhalten werden. Dies passt zu den Beweisen, dass die Geburt durch Kaiserschnitt mit erhöhten Allergien verbunden sein kann, während Stillen schützend sein kann.

## Evolution des adaptiven Immunsystems
Die Menschen und die Mikroben, die sie beherbergen, haben sich seit Tausenden von Jahrhunderten weiterentwickelt; es wird jedoch angenommen, dass die menschliche Spezies zahlreiche Phasen in der Geschichte durchlaufen hat, die durch unterschiedliche Expositionen von Krankheitserregern gekennzeichnet sind. Zum Beispiel hat in sehr frühen menschlichen Gesellschaften eine kleine Interaktion zwischen ihren Mitgliedern einer relativ begrenzten Gruppe von Krankheitserregern, die hohe Übertragungsraten hatten, eine besondere Auswahl gegeben. Es wird davon ausgegangen, dass das menschliche Immunsystem wahrscheinlich einem selektiven Druck von Krankheitserregern ausgesetzt ist, die für die Downregulation bestimmter Allele und damit Phänotypen beim Menschen verantwortlich sind. Die Thalassämie, die von den Plasmodium-Arten geformt werden, die den Selektionsdruck exprimieren, könnten ein Modell für diese Theorie sein, werden aber nicht in-vivo gezeigt.
Jüngste vergleichende genomische Studien haben gezeigt, dass Immunantwortgene (proteinkodierende und nicht-kodierende regulatorische Gene) weniger evolutionäre Einschränkungen haben und eher häufiger von der positiven Selektion von Krankheitserregern betroffen sind, die sich mit dem menschlichen Subjekt entwickeln. Von allen verschiedenen Arten von Krankheitserregern, von denen bekannt ist, dass sie beim Menschen Krankheiten verursachen, verdienen Helminthen besondere Aufmerksamkeit, da sie in der Lage sind, die Prävalenz oder Schwere bestimmter immunbezogener Reaktionen in Menschen- und Mausmodellen zu ändern. Tatsächlich haben jüngste Forschungen gezeigt, dass parasitäre Würmer im Vergleich zu viralen und bakteriellen Krankheitserregern als stärkerer selektiver Druck auf ausgewählte menschliche Gene gedient haben, die Interleukine und Interleukinrezeptoren kodieren. Es wird angenommen, dass Helminthen so alt waren wie das adaptive Immunsystem, was darauf hindeutet, dass sie sich möglicherweise weiterentwickelt haben, was auch bedeutet, dass sich unser Immunsystem stark auf die Bekämpfung helminthischer Infektionen konzentriert hat, soweit es möglicherweise schon früh im Säuglingsalter mit ihnen interagiert. Die Wirt-Pathogen-Interaktion ist eine sehr wichtige Beziehung, die dazu dient, die Entwicklung des Immunsystems früh im Leben zu gestalten.

## Biologische Grundlage
Der primäre vorgeschlagene Mechanismus der Hygienehypothese ist ein Ungleichgewicht zwischen den TH1- und TH2-Subtypen von T-Helferzellen. Eine unzureichende Aktivierung des TH1-Arms würde die Zellabwehr des Immunsystems stimulieren und zu einem überaktiven TH2-Arm führen, was die Antikörper-vermittelte Immunität des Immunsystems stimuliert, was wiederum zu allergischen Erkrankungen führte.
Diese Erklärung kann jedoch nicht den Anstieg der Inzidenz (ähnlich dem Anstieg allergischer Erkrankungen) mehrerer TH1-vermittelter Autoimmunerkrankungen, einschließlich entzündlicher Darmerkrankungen, Multipler Sklerose und Typ-1-Diabetes, nicht erklären. Es wurde jedoch festgestellt, dass der Nord-Süd-Gradient, der in der Prävalenz der Multiplen Sklerose gesehen wird, umgekehrt mit der globalen Verteilung der parasitären Infektion zusammenhängt. Darüber hinaus hat die Forschung gezeigt, dass MS-Patienten, die mit Parasiten infiziert waren, TH2-Immunantworten zeigten, im Gegensatz zum proinflammatorischen TH1-Immunphänotyp, der bei nicht infizierten Multiple-Sklerose-Patienten beobachtet wurde. Es wurde auch gezeigt, dass eine Parasiteninfektion die entzündliche Darmerkrankung verbessert und ähnlich wirken kann wie bei Multipler Sklerose.
Allergische Erkrankungen werden durch unangemessene immunologische Reaktionen auf harmlose Antigene verursacht, die durch eine TH2-vermittelte Immunantwort angetrieben werden, TH2-Zellen produzieren Interleukin 4, Interleukin 5, Interleukin-6, Interleukin 13 und überwiegend Immunglobulin E. Viele Bakterien und Viren rufen eine TH1-vermittelte Immunantwort aus, die TH2-Antworten herunterreguliert. TH1-Immunantworten sind durch die Sekretion von entzündungsfördernden Zytokinen wie Interleukin 2, IFN-γ und TNF-α gekennzeichnet. Zu den Faktoren, die einen überwiegend TH1-Phänotyp begünstigen, gehören: ältere Geschwister, große Familiengröße, frühe Tagesbetreuung, Infektion (TB, Masern oder Hepatitis), ländliches Leben oder Kontakt mit Tieren. Ein TH2-dominierter Phänotyp ist mit einem hohen Antibiotikaeinsatz, einem westlichen Lebensstil, der städtischen Umgebung, der Ernährung und der Empfindlichkeit gegenüber Hausstaubmilben und Kakerlaken verbunden. TH1- und TH2-Antworten sind reziprok hemmend, so dass, wenn eine aktiv ist, die andere unterdrückt wird.
Eine alternative Erklärung ist, dass das sich entwickelnde Immunsystem Reize (von Infektionserregern, symbiotischen Bakterien oder Parasiten) erhalten muss, um regulatorische T-Zellen angemessen zu entwickeln. Ohne diese Reize wird es aufgrund unzureichend unterdrückter TH1- bzw. TH2-Antworten anfälliger für Autoimmunerkrankungen und allergische Erkrankungen. Zum Beispiel zeigen alle chronisch entzündlichen Erkrankungen Hinweise auf eine fehlgeschlagene Immunregulation. Zweitens treiben Helminthen, nicht pathogene pseudokommensale Ambient-Bakterien oder bestimmte Darmkommensale und Probiotika die Immunregulation voran. Sie blockieren oder behandeln Modelle aller chronisch entzündlichen Erkrankungen.

## Beweis
Es gibt eine beträchtliche Menge an Beweisen, die die Idee stützen, dass die mikrobielle Exposition mit Allergien oder anderen Erkrankungen verbunden ist, obwohl es immer noch wissenschaftliche Meinungsverschiedenheiten gibt. Da Hygiene schwer zu definieren oder direkt zu messen ist, werden Ersatzmarker wie sozioökonomischer Status, Einkommen und Ernährung verwendet.
Studien haben gezeigt, dass verschiedene immunologische und autoimmune Krankheiten in den Entwicklungsländern viel seltener sind als die industrialisierte Welt und dass Einwanderer aus den Entwicklungsländern zunehmend immunologische Störungen im Verhältnis zur Zeit seit ihrer Ankunft in der industrialisierten Welt entwickeln. Dies gilt für Asthma und andere chronisch entzündliche Erkrankungen. Der Anstieg der Allergieraten wird in erster Linie auf die Ernährung und die verringerte Vielfalt der Mikrobiome zurückgeführt, obwohl die mechanistischen Gründe unklar sind.
Der Einsatz von Antibiotika im ersten Lebensjahr wurde mit Asthma und anderen allergischen Erkrankungen in Verbindung gebracht, und erhöhte Asthmaraten sind auch mit der Geburt durch Kaiserschnitt verbunden. Mindestens eine Studie legt jedoch nahe, dass persönliche hygienische Praktiken möglicherweise nichts mit der Inzidenz von Asthma zu tun haben. Der Einsatz von Antibiotika reduziert die Vielfalt der Darmmikrobiota. Obwohl mehrere Studien Zusammenhänge zwischen dem Einsatz von Antibiotika und der späteren Entwicklung von Asthma oder Allergien gezeigt haben, deuten andere Studien darauf hin, dass die Wirkung auf einen häufigeren Antibiotikaeinsatz bei asthmatischen Kindern zurückzuführen ist. Trends bei der Verwendung von Impfstoffen können ebenfalls relevant sein, aber epidemiologische Studien bieten keine konsequente Unterstützung für eine nachteilige Wirkung der Impfung/Impfung auf die Atopieraten. Zur Unterstützung der Old Friends-Hypothese wurde festgestellt, dass sich das Darmmikrobiom zwischen allergischen und nicht-allergischen estnischen und schwedischen Kindern unterscheidet (obwohl dieser Befund in einer größeren Kohorte nicht repliziert wurde), und die Artenvielfalt der Darmflora bei Patienten mit Morbus Crohn wurde verringert.

### Einschränkungen
Die Hygienehypothese gilt nicht für alle Bevölkerungsgruppen. Zum Beispiel ist es im Falle entzündlicher Darmerkrankungen in erster Linie relevant, wenn der Wohlstandsgrad einer Person zunimmt, entweder aufgrund von Veränderungen in der Gesellschaft oder durch den Umzug in ein wohlhabenderes Land, aber nicht, wenn der Wohlstand auf einem hohen Niveau konstant bleibt.
Die Hygienehypothese hat Schwierigkeiten zu erklären, warum allergische Erkrankungen auch in weniger wohlhabenden Regionen auftreten. Darüber hinaus erhöht die Exposition gegenüber einigen mikrobiellen Arten stattdessen die zukünftige Anfälligkeit für Krankheiten, wie im Falle einer Infektion mit dem Rhinovirus (der Hauptquelle der Erkältung), die das Asthmarisiko erhöht.

## Behandlung
Aktuelle Forschungen deuten darauf hin, dass die Manipulation der Darmmikrobiota Allergien und andere immunbedingte Erkrankungen behandeln oder verhindern kann. Verschiedene Ansätze werden untersucht. Es wurde nie gezeigt, dass Probiotika (Getränke oder Lebensmittel) Mikroben wieder in den Darm einführen. Bisher wurden therapeutisch relevante Mikroben nicht speziell identifiziert. In einigen Studien wurde jedoch festgestellt, dass probiotische Bakterien allergische Symptome reduzieren. Andere Ansätze, die erforscht werden, umfassen Präbiotika, die das Wachstum der Darmflora fördern, und Synbiotika, die gleichzeitige Verwendung von Präbiotika und Probiotika.
Sollten diese Therapien akzeptiert werden, umfassen die Auswirkungen auf die öffentliche Ordnung die Bereitstellung von Grünflächen in städtischen Gebieten oder sogar den Zugang zu landwirtschaftlichen Umgebungen für Kinder.
Helminthen-Therapie ist die Behandlung von Autoimmunerkrankungen und Immunstörungen durch absichtlichen Befall mit einer Helminthenlarve oder Eizellen. Die Helminthen-Therapie entstand aus der Suche nach Gründen, warum die Inzidenz immunologischer Störungen und Autoimmunerkrankungen mit dem Grad der industriellen Entwicklung korreliert. Der genaue Zusammenhang zwischen Helminthen und Allergien ist unklar, zum Teil, weil Studien tendenziell unterschiedliche Definitionen und Ergebnisse verwenden, und wegen der großen Vielfalt sowohl zwischen Helminthenarten als auch unter den Populationen, die sie infizieren. Die Infektionen induzieren eine Typ-2-Immunantwort, die sich wahrscheinlich bei Säugetieren als Folge solcher Infektionen entwickelt hat; eine chronische Helmintheninfektion wurde mit einer reduzierten Empfindlichkeit in peripheren T-Zellen in Verbindung gebracht, und mehrere Studien haben festgestellt, dass Entwurmung zu einer Erhöhung der allergischen Empfindlichkeit führt. In einigen Fällen sind Helminthen und andere Parasiten jedoch stattdessen eine Ursache für die Entwicklung von Allergien. Darüber hinaus sind solche Infektionen selbst keine Behandlung, da sie eine große Krankheitslast darstellen und in der Tat eine der wichtigsten vernachlässigten Krankheiten sind. Die Entwicklung von Medikamenten, die die Auswirkungen nachahmen, ohne Krankheiten zu verursachen, ist im Gange.

## Gesundheitswesen
Die Verringerung des Vertrauens der Öffentlichkeit in die Hygiene hat erhebliche mögliche Folgen für die öffentliche Gesundheit. Hygiene ist unerlässlich, um gefährdete Bevölkerungsgruppen wie ältere Menschen vor Infektionen zu schützen, die Ausbreitung von Antibiotikaresistenzen zu verhindern und neu auftretende Infektionskrankheiten wie SARS und Ebola zu bekämpfen.
Das Missverständnis des Begriffs Hygienehypothese hat zu einem ungerechtfertigten Widerstand gegen Impfungen sowie andere wichtige Maßnahmen im Bereich der öffentlichen Gesundheit geführt. Es wurde vermutet, dass das öffentliche Bewusstsein für die ursprüngliche Form der Hygienehypothese zu einer verstärkten Missachtung der Hygiene zu Hause geführt hat. Die effektive Kommunikation der Wissenschaft an die Öffentlichkeit wurde durch die Präsentation der Hygienehypothese und anderer gesundheitsbezogener Informationen in den Medien behindert.

### Reinlichkeit
Keine Beweise stützen die Idee, dass die Reduzierung moderner Praktiken der Sauberkeit und Hygiene Auswirkungen auf die Raten chronisch entzündlicher und allergischer Erkrankungen haben würde, aber eine erhebliche Menge an Beweisen, dass dies das Risiko von Infektionskrankheiten erhöhen würde. Der Ausdruck „gezielte Hygiene“ wurde verwendet, um die Bedeutung der Hygiene bei der Vermeidung von Krankheitserregern zu erkennen.
Wenn häusliche und persönliche Sauberkeit zu einer geringeren Exposition gegenüber lebenswichtigen Mikroben beiträgt, wird ihre Rolle wahrscheinlich klein sein. Die Idee, dass Häuser durch übermäßige Sauberkeit "steril" gemacht werden können, ist unglaubwürdig, und die Beweise zeigen, dass Mikroben nach der Reinigung schnell durch Staub und Luft aus dem Freien ersetzt werden, indem sie aus dem Körper und anderen Lebewesen sowie aus Lebensmitteln verschüttet werden. Der entscheidende Punkt könnte sein, dass sich der mikrobielle Inhalt des städtischen Wohnungsbaus verändert hat, nicht wegen der häuslichen und persönlichen Hygienegewohnheiten, sondern weil sie Teil städtischer Umgebungen sind. Ernährungs- und Lebensstiländerungen wirken sich auch auf Darm-, Haut- und Atemmikrobiota aus.
Gleichzeitig nehmen die Bedenken über Allergien und andere chronisch entzündliche Erkrankungen zu, ebenso wie die Bedenken über Infektionskrankheiten. Infektionskrankheiten fordern weiterhin einen hohen Gesundheitsmaut. Die Prävention von Pandemien und die Verringerung von Antibiotikaresistenzen sind globale Prioritäten, und Hygiene ist ein Eckpfeiler, um diese Bedrohungen einzudämmen.

### Infektionsrisikomanagement
Das Internationale Wissenschaftliche Forum für Haushygiene hat einen Risikomanagementansatz entwickelt, um die Risiken von Infektionen zu Hause zu reduzieren. Dieser Ansatz verwendet mikrobiologische und epidemiologische Beweise, um die wichtigsten Wege der Infektionsübertragung zu Hause zu identifizieren. Diese Daten deuten darauf hin, dass die kritischen Wege die Hände, Hand- und Lebensmittelkontaktflächen und Reinigungsutensilien betreffen. Kleidung und Haushaltswäsche sind mit etwas geringeren Risiken verbunden. Oberflächen, die den Körper berühren, wie Bäder und Waschbecken, können als Infektionsfahrzeuge fungieren, ebenso wie Oberflächen, die mit Toiletten verbunden sind. Die Übertragung in der Luft kann für einige Krankheitserreger wichtig sein. Ein wichtiger Aspekt dieses Ansatzes ist, dass er den Schutz vor Krankheitserregern und Infektionen maximiert, aber in Bezug auf die sichtbare Sauberkeit entspannter ist, um die normale Exposition gegenüber anderen menschlichen, tierischen und ökologischen Mikroben aufrechtzuerhalten.